# Hendrik Breitkreuz
Hendrik Breitkreuz (alias Merkur) est un informaticien allemand, fondateur du logiciel de téléchargement pair à pair eMule le 13 mai 2002 sous le pseudonyme Merkur.